# Невио Скала
Невио Скала (итал. Nevio Scala; Лоцо Атестино, 22. новембар 1947) је италијански фудбалски тренер и некадашњи фудбалер.

## Каријера
Током активне фудбалске каријере играо је као на позицији везног играча, а наступао је за Милан, Виченцу, Интер, Фођу и Монцу.
Као тренер 1988. године успео је да уведе Ређину у Серију Б. Исте године преузео је Парму, где је заменио Арига Сакија. Водио је тим шест година, а од скромног клуба претворио га је у главни фактор не само у италијанској Серији А, већ и у Европи. Године 1993. освојио је Куп победника купова, потом и Суперкуп Европе, а 1995. осваја трофеј Купа УЕФА. Такође је водио Спартак из Москве (2003, 2004), Борусију Дортмунд (1997-98), са којом је освојио Интерконтинентални куп, Бешикташ и Шахтјор из Доњецка. Са клубом из Доњецка је успео да освоји дуплу круну у Украјини.
Након више од десет година одсуства из фудбала, лета 2015. године, Скала је постао председник Парма Калчо 1913 — наследника Парме, која је банкротирала раније те године. На функцији је остао до новембра 2016. године.

## Успеси

### Као играч
- Серија А: 1967–68.
- УЕФА Лига шампиона: 1968–69.
- Куп победника купова: 1967–68.

### Као тренер
Парма
- Куп Италије: 1991–92; финале 1994–95.
- Куп победника купова: 1992–93; финале 1993–94.
- Суперкуп Европе: 1993.
- Куп УЕФА: 1994–95.
- Суперкуп Италије: финале 1992, 1995.

Борусија Дортмунд
- Интерконтинентални куп: 1997.

Бешикташ
- Ататурк куп: 2000.

Шахтјор Доњецк
- Премијер лига Украјине: 2001–02.
- Куп Украјине: 2001–02.

Спартак Москва
- Суперкуп Русије: финале 2004.